# MBSスタジオ in USJ
MBSスタジオ in USJ（エムビーエススタジオ イン ユーエスジェイ）は、大阪府大阪市此花区桜島に開業したテーマパーク「ユニバーサル・スタジオ・ジャパン」 (USJ) 内で、毎日放送 (MBS) が2014年3月末まで管理・運営していたテレビスタジオ。本社「B館」の完成に伴い閉鎖。

## 概要
MBSの開局50周年記念事業の一環として、2001年3月31日にグランドオープンしたUSJのテレビスタジオとして建設。完成後、千里丘放送センター（大阪府吹田市。2007年閉鎖）で収録されていたMBS制作番組（『痛快!明石家電視台』や「ドラマ30」など）のほとんどが当スタジオへ移行した。USJからの最初の番組は、USJオープン当日に放送されたMBS制作・JNN全国ネットの生番組『いい朝8時』（出演・うつみ宮土理ほか）であった。
関西ローカル番組の一部は当スタジオで制作されているほか、過去には「ひるドラ」の一部作品もここで制作されていた。
JNN系およびTBS系列の放送局で本社以外にこのようなスタジオを保有しているのは、TBSの緑山スタジオ・シティ（神奈川県横浜市青葉区。所有は親会社のTBSホールディングス）とTBS砧スタジオ（東京都世田谷区の東京メディアシティ内。緑山スタジオ・シティが運営）である。
また、利便性を考え、大阪市北区茶屋町のMBS本社とUSJスタジオ間に、MBS社員と関係者（番組出演者など）向けの送迎バス（運行担当は北港観光バス。一般は利用不可）が運行されていた。
2006年まではUSJのアトラクションとして同スタジオ内で「テレビプロダクションツアー」が組まれていた。これについて2010年8月放送の『ジャイケルマクソン』では明石家さんまが「ツアー客によるガラス越しの見学が気になって仕方なかった」というエピソードを挙げている。
USJスタジオの敷地賃貸は2011年3月末までの契約となっていたものの、2008年1月9日に行われた社長年頭会見で契約期間の10年延長を発表した。しかし、翌年の1月7日に行われた社長年頭会見で、茶屋町のMBS本社本館（M館）の北隣に新館（「B館」、2014年4月4日から運用開始）を建設することなどを理由に、2014年3月31日をもって撤退することを表明し、同スタジオの機能を「B館」内に新設のスタジオへ移す形で閉鎖された。建物は現在も残され、「ステージ18」の名称でチケットセンターおよびハロウィーンイベント開催時の仮装に着替えるための更衣室、2020年からは世界最大面積のフリーウオーク型VRアトラクションの常設施設「XR WALK」としても運用されている。MBSロゴの看板やユニバーサル・シティウォーク大阪側に掲示していた垂れ幕は撤去されているが、ラジオスタジオだったスペースは今も「ON THE AIR」と書かれた表示灯やラジオブースが見えるガラス窓がそのまま残されている。なお、同社のオープンスタジオは、茶屋町社屋の増築の際、新たに「ちゃやまちプラザ（ちゃプラステージ）」がエントランスに設置されている。

## スタジオ
- U-1スタジオ（汎用スタジオ）- 面積150坪
- U-2スタジオ（ドラマスタジオ）- 面積200坪
- ラジオスタジオ

## 制作されていた番組

### テレビ
- 運用終了時
  - 水野真紀の魔法のレストラン（R）
  - せやねん!（生放送）
  - 痛快!明石家電視台（隔週月曜日収録・2本撮り）
  - 住人十色
- 過去
  - いい朝8時（最後の半年間のみ）
  - 中川家ん!
  - たかじんONE MAN（2001年-2007年）
  - 暮らしカルマガジン みかさつかさ（2001年-2008年）
  - 今夜はえみぃ〜GO!!（2002年-2008年）
  - ドラマ30
  - ひるドラ
  - チュー'sDAYコミックス 侍チュート!（全国ネット）
  - ジャイケルマクソン（2006年-2010年）
  - 千原ジュニアのまぶしいチカラ
  - 上沼恵美子は見た!日常ワイド劇場（TBS制作・不定期）ほか
  - 全力☆が〜る（隔週金曜日収録・2本撮り）
  - クイズなんでもNo.1決定戦/クイズ大阪No.1決定戦（不定期）
  - 笑道（単発番組）

本社に同規模のスタジオが一つしかないため、基本的には収録番組のほぼすべてがこちらで制作されていた。このほか関西ローカルの生放送番組もこちらで制作されることが多かった（『ちちんぷいぷい』と『知っとこ!』は本社から放送）。また当所で制作されたテレビ番組は、すべてハイビジョン制作であった。
「ひるドラ」については、毎日放送が制作を担当するドラマのすべてをここで収録するわけではなく、在京の制作会社や東京支社主導で制作された作品については在京のスタジオ（砧スタジオなど）で収録されていた。ここで収録される作品はMBS企画が制作協力に名を連ねる作品が多かった。

### ラジオ
- ありがとう浜村淳です土曜日です - 土曜日午前中の生ワイド番組。2006年9月まで。10月からは茶屋町からの放送に戻った。
- 日曜出勤生ラジオ - 不定期で行われた。

## その他
- このスタジオはUSJの敷地内という特殊な立地環境であることから、入構時は通常のMBSの入構証ではなく、USJ発行の専用入構証が必要な場合があった（USJパーク内からの出入りを行う場合のみ）。
- 従来、建物内は携帯電話は一切入らなかったが、『痛快!明石家電視台』でこのスタジオを利用していた明石家さんまの強い要望により、NTTドコモの携帯のみ入るようになった（2010/08/18放送分・『ジャイケルマクソン』より）。

## 撤退理由
- 交通の便が良くないこと
- スタジオのレンタル料が高いこと
- 茶屋町のMBS本社隣に新たなスタジオを建設すること

を挙げている。
毎日放送は2010年8月、大阪市北区茶屋町にある現本社・放送センター北側の敷地面積2,119.12m2の土地に地上15階・地下1階の新館を建設することを発表。2011年4月に着工、2013年9月末に完成し、2014年春から運用を開始した。USJスタジオの全機能と、吹田市にあるミリカセンターの一部機能（中継車及び中継機材基地。アーカイブは引き続きミリカセンターに留まる模様）が茶屋町に集約されることになる。